# LFA-1
LFA-1 (интегрин αLβ2; англ. Lymphocyte function-associated antigen 1) — мембранный белок, гетеродимерный интегрин подсемейства β2-интегринов, состоящий из альфа цепи αL и бета цепи β2. Рецептор ICAM-1, играет важную роль в рекрутировании лейкоцитов к участку воспаления. 

## Функции
LFA-1 экспрессирован на поверхности T- и B-лимфоцитов, макрофагов и нейтрофилов. Участвует в рекрутировании этих клеток к участку воспаления. Связывается с ICAM-1 антиген-представляющих клеток и функционирует как молекула адгезии. LFA-1 является первым рецептором, связывающим T-лимфоциты с антиген-представляющими клетками, причём первоначальное взаимодействие — слабое. Сигнал от рецептора T-клеток или от цитокинового рецептора приводит к последующему изменению конформации LFA-1, что, в свою очередь, продлевает межклеточный контакт и позволяет T-клеткам пролиферировать.

## Патология
Недостаточность гена ITGB2 приводит к недостаточности лейкоцитарной адгезии 1-го типа. Проявляется в повторяющихся бактериальных инфекциях и в нарушении функциональной адгезии лейкоцитов.